# Megastilicus
Megastilicus – rodzaj chrząszczy z rodziny kusakowatych i podrodziny żarlinków. Obejmuje dwa opisane gatunki. Zamieszkują nearktyczną Amerykę Północną.

## Morfologia

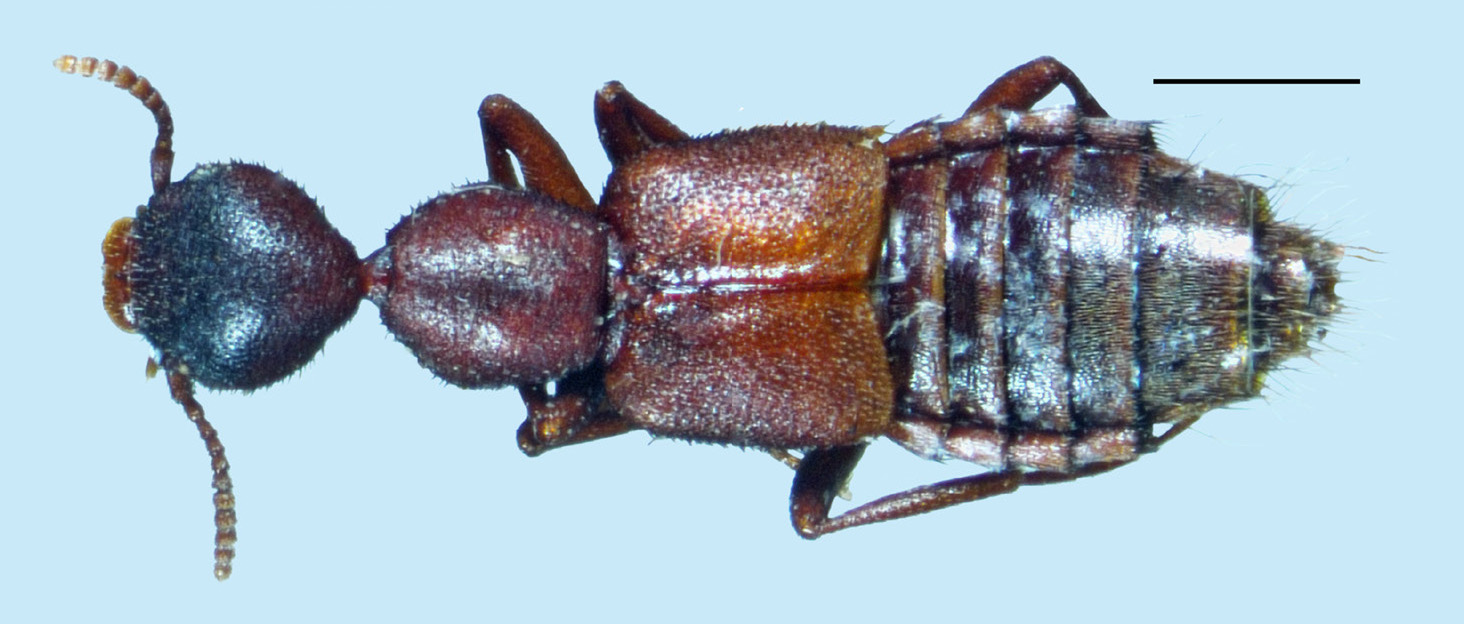
Megastilicus formicarius

Chrząszcze o ciele mocno wydłużonym, acz jak na żarlinki tęgim, nieco spłaszczonym, osiągającym od 5,5 do 6 mm długości. Ubarwienie mają jasnobrązowe do rudobrązowego. Oskórek porośnięty jest krótkimi, grubymi, czarnymi szczecinkami.
Głowa jest kulistawa, pośrodku najszersza, z wierzchu ziarenkowana, skórzasta, pozbawiona punktowania. Oczy są niewielkie. Skronie zajmują ponad połowę długości głowy. Krótkie i grube czułki sięgają ku tyłowi tylko do przedniej części przedplecza. Duża, szeroko pośrodku przedniego brzegu wykrojona i w wykrojeniu opatrzona dwoma ząbkami warga górna niemal całkowicie nakrywa pozbawione prostek żuwaczki, z których lewa jest jednozębna, a prawa dwuzębna. Czteroczłonowe głaszczki szczękowe mają człon trzeci dwukrotnie dłuższy niż poprzedni, a ostatni cienki i długi. Wargę dolną cechują: poprzeczna bródka, para szczecinek na podbródku, dwupłatowy języczek i trójczłonowe głaszczki wargowe. Wyraźnie widoczna szyja osiąga ⅓ szerokości głowy.
Przedplecze jest węższe i krótsze od głowy, dłuższe niż szersze, najszersze pośrodku, o rozwartych kątach przednich i matowej, ziarenkowanej, skórzastej, pozbawionej punktowania powierzchni. Tarczka ma zaokrąglony brzeg przedni i wykształconą listewkę tylną. Pokrywy są dłuższe i szersze od przedplecza, niepunktowane, matowe, podobnie jak ono urzeźbione, pozbawione wyraźnych kątów barkowych i listewek epipleuralnych. Skrzydła tylnej pary są dobrze wykształcone. Przód spodu tułowia ma linię krawędziową górną odgiętą i u przodu przedpiersia zatartą. Basisternum jest pomarszczone, a furcasternum trójkątne i zaopatrzone. Odnóża są długie, cienkie, równomiernie porośnięte błyszcząco czarnymi szczecinkami makroskopowymi, zwieńczone pięcioczłonowymi stopami. Stopy środkowe i tylne mają człony drugie krótsze od pierwszych. Długość tylnych stóp niemal dorównuje długości tylnych goleni.
Odwłok ma powierzchnię pozbawioną ziarnistości, gładszą niż głowa, przedplecze i pokrywy.

## Ekologia i występowanie
Drapieżne owady myrmekofilne, bytujące w gniazdach mrówek z gatunków Formica exsectoides, Formica subsericea i Formica ulkei. Aktywnie polują na gospodarzy mrowisk. Nie stosują mimikry zapachowej czy behawioralnej względem mrówek. Zamiast tego bronią się przed ich atakami zwinnie ich unikając lub używając wydzieliny obronnej gruczołów odwłokowych. Ochronę przed ukąszeniami stanowi dla nich również stosunkowo twardy egzoszkielet.
Rodzaj nearktyczny. Na terenie Kanady podawany jest z Manitoby, Ontario oraz Nowej Fundlandii i Labradoru, a na terenie Stanów Zjednoczonych z Iowy, Missouri, Teksasu, Illinois, Indiany, Ohio, Pensylwanii, New Hampshire, Massachusetts i New Jersey.

## Taksonomia
Rodzaj i gatunek typowy, Megastilicus formicarius, opisane zostały po raz pierwszy w 1889 roku przez Thomasa Lincolna Caseya na łamach „Entomologica Americana”. W 2021 roku Dagmara Żyła i Katarzyna Koszela opublikowały na łamach „European Journal of Taxonomy” redeskrypcję rodzaju i opis nowego gatunku, Megastilicus iowaensis.